# Generația Z
Generația Z, sau Gen Z pe scurt, este cohorta demografică ce se succede milenialilor (sau Generației Y) și precede Generația Alpha. Specialiștii și mass-media folosesc ca primi ani de naștere ai acestei generații sfârșitul anilor 1990 și ca ultimi ani începutul deceniului anilor 2012.Majoritatea membrilor Generației Z sunt copiii celor din generația X sau ai milenialilor mai în vârstă.
Ca prima generație socială⁠(d) care a crescut cu access la Internet și la tehnologie digitală portabilă de la o vârstă fragedă, membrilor Generației Z, chiar dacă nu sunt neapărat alfabetizați digital⁠(d), li s-a atribuit denumirea de „nativi digitali⁠(d)”. Mai mult, efectele negative ale timpului petrecut la ecrane⁠(d) sunt cele mai pronunțate la adolescenți, în comparație cu copiii mai mici. Față de generațiile anterioare, membrii Generației Z tind să trăiască mai încet⁠(d) decât predecesorii lor la vârsta pe care au ei, au rate mai reduse de sarcini la adolescență, și consum mai rar de alcool (dar nu neapărat și de alte droguri psihoactive⁠(d)). Adolescenții din Generația Z sunt mai preocupați decât generațiile mai vechi de performanța academică și perspectivele de angajare, și reușesc mai bine să amâne satisfacțiile⁠(d) decât omologii lor din anii 1960, în ciuda îngrijorărilor. Sextingul între adolescenți a crescut în prevalență; consecințele acestui aspect nu sunt înțelese pe deplin. Subculturile tinerilor⁠(d) nu au dispărut, dar au devenit mai discrete. Nostalgia este o temă majoră a culturii tinerilor în anii 2010 și 2020.
Pe plan global, există dovezi că vârsta medie a începutului pubertății în rândul fetelor a scăzut considerabil față de secolul al XX-lea, cu implicații pentru viitorul și bunăstarea lor. Mai mult, prevalența alergiilor între adolescenții și adulții tineri din Generația Z este mai mare decât în populația generală; problemele de sănătate mintală⁠(d) sunt mai bine înțelese și diagnosticate, iar lipsa de somn⁠(d) este mai frecvent raportată. În multe țării, tinerii din Generația Z sunt mai probabil a fi diagnosticați cu disabilități intelectuale și boli psihiatrice decât generațiile anterioare.
În toată lumea, membrii Generației Z petrec mai mult timp folosind dispozitive electronice și mai puțin timp citind cărți decât înainte, ceea ce are implicații asupra capacității de atenție⁠(d), vocabularului⁠(d), performanței academice⁠(d), și viitoarelor contribuții la economie. În Asia în deceniile anilor 2000 și 2010, dascălii căutau și acordau mai multă atenție elevilor mai performanți; în Europa de Vest și Statele Unite, accentul era pe cei mai slabi. Studenții est-asiatici și în particular singaporezi⁠(d) au obținut în mod constant primele locuri la testele standardizate internaționale în anii 2010.

## Terminologie și etimologie
O utilizare timpurie a termenului Generația Z a fost în cartea din 1994, Better than Sex: Confessions of a Junkie politic de Hunter S. Thompson: „Generația X care a coborât ușor în comparație cu soarta hidoasă a ticăloșilor săraci din Generația Z. Vor fi ca și pasagerii de pe navele de pe SS Titanic, prinși în intestinele cu apă ale unei «nave de nescufundat» scufundate.” Alte denumiri propuse pentru generație includ iGeneration,  Gen Tech,  Gen Wii,  Homeland Generation,  Net Gen,  Natives Digital,  Native Neo-Digital, Plurali,  Generația internet, Post-milenialii și Zoomers. Pew Research Center a examinat diferitele denumiri ale acestei cohorte pe Google Trends în 2019 și a constatat că, în SUA, termenul „Generation Z” a fost cel mai popular până acum, atât de mult încât apar în dicționarele Merriam-Webster și Oxford.
Conform Dicționarului Slang Dictionary.com, „Zoomer” este un termen informal folosit pentru a face referire la membrii Generației Z. Potrivit Dicționarului Merriam-Webster, termenul „Zoomer” este în creștere în utilizarea populară, dar încă nu era suficient de utilizat pentru a justifica o intrare în dicționar începând cu ianuarie 2020. Anterior, a fost folosit pentru a descrie computere personale portabile sau asistenți digitali personali (în anii 90) și în special Baby Boomers (în anii 2000). Zoomer în încarnarea sa actuală a crescut în popularitate în 2018, când a fost folosit într-o memă de pe Internet, 4chan ridiculizând adolescenții Gen Z printr-o caricatură Wojak numită „Zoomer” (joc de cuvinte cu „boomer”). Termenul „zoomer” este modelat pe „boomer” și este adesea folosit pe un ton ironic, plin de umor sau batjocoritor.

## Definiția intervalului de date și vârstă
Oxford Living Dictionaries descrie Generația Z drept „generația care a ajuns la vârsta adultă în al doilea deceniu al secolului al XXI-lea”. Dicționarul online Merriam-Webster definește Generația Z ca generație de oameni născuți la sfârșitul anilor 1990 și la începutul anilor 2000.
Centrul de Cercetare Pew definește Generația Z ca oameni născuți din 1997 înainte, alegând această dată pentru „diferite experiențe formative”, cum ar fi noi dezvoltări tehnologice și tendințe socioeconomice, inclusiv disponibilitatea pe scară largă a accesului wireless la internet și a serviciului celular cu lățime de bandă mare și evenimente mondiale-cheie, inclusiv atacurile teroriste din 11 septembrie. Membrii Gen Z nu aveau mai mult de patru ani la momentul atacurilor și, în consecință, nu aveau prea multe amintiri despre eveniment. Pew a declarat că nu au stabilit o definiție pentru obiectivul Gen Z, dar l-au folosit din 1997 până în 2012 pentru a defini Gen Z pentru o analiză în 2019  Conform acestei definiții, cel mai bătrân membru al Generației Z are 25 de ani, iar cei mai tineri vor împlini 10 ani anul acesta. 
Asociația Americană de Psihologie consideră ca generația Z  a apărut la 1997. Organizațiile de presă precum The Wall Street Journal și Harvard Business Review  descriu Generația Z ca oameni născuți din 1997, iar New York Times descrie membrii Generației Z ca oameni născuți după 1996. Bloomberg News descrie Gen Z ca pe cei născuți între 1997 și 2012, fel ca și Brookings Institution.
În Japonia, generațiile sunt definite printr-un interval de zece ani cu „Nativii digitali” începând după 1996. PBS și Reuters definesc Generația Z drept grupul născut după 1996.       
Un punct de vedere minoritar este al autorului Neil Howe, co-creator al teoriei generaționale Strauss–Howe, care definește ca Generația Homeland (Generația „Internelor”) pe cei născuți începând cu 2005, dar afirmă că „data din 2005 rămâne tentativă”, spunând că „nu poți fi sigur unde istoria va trage într-o zi o linie de împărțire a cohortei până când generație nu va împlini vârsta maturității”. 

## Arte și cultură
Atât atacurile teroriste din 11 septembrie, cât și Marea Recesiune au influențat foarte mult atitudinile acestei generații în Statele Unite.Sunt extrem de ''primitori''. O iau peste tot! Cu toate acestea, spre deosebire de "milenari" (generația Y), generația Z are, de obicei, puține sau deloc amintiri despre atacurile teroriste din 11 septembrie.   Psihologul Anthony Turner sugerează că este probabil ca ambele evenimente să fi avut ca rezultat un sentiment de neliniște și nesiguranță în rândul oamenilor din Generația Z cu mediul în care au fost crescuți. Recesiunea economică din 2008 este deosebit de importantă pentru evenimentele istorice care au modelat Generația Z, datorită modurilor în care copilăria lor ar fi putut fi afectată de stresurile financiare ale recesiunii resimțite de părinți.  Un sondaj realizat în 2013 de Ameritrade a constatat că 47% din Statele Unite (considerate aici ca fiind cele cu vârste cuprinse între 14 și 23 de ani) erau preocupați de datoria studenților, în timp ce 36% erau îngrijorați că nu își pot permite o educație universitară. Această generație se confruntă cu un decalaj dintre venituri în creștere și o clasă mijlocie în scădere, ceea ce a dus la creșterea nivelului de stres în familii. Potrivit Public Relations Society of America, Marea Recesiune a învățat Generația Z să fie independentă și a dus la năzuințe antreprenoriale, după ce și-au văzut părinții și frații mai mari stresați la locul de muncă. 
Un studiu din 2014, Generation Z Goes to College, a constatat că studenții Generației Z se autoidentifică ca fiind fideli, plini de compasiune, gânditori, cu mintea deschisă, responsabili și hotărâți. Modul în care își văd colegii de generație Z este destul de diferit de propria identitate. Ei își văd colegii ca fiind competitivi, spontani, aventuroși și curioși - toate caracteristicile pe care nu le văd ușor la ei înșiși. În plus, unii autori consideră că unele dintre competențele lor, cum ar fi competența de citire, sunt transformate din cauza familiarității cu dispozitivele digitale, platformele și textele digitale. 
În 2016, Fundația Varkey și Populus a realizat un studiu internațional care examinează atitudinile a peste 20.000 de persoane cu vârste cuprinse între 15 și 21 de ani în douăzeci de țări: Argentina, Australia, Brazilia, Canada, China, Franța, Germania, India, Indonezia, Israel, Italia, Japonia, Noua Zeelandă, Nigeria, Rusia, Africa de Sud, Coreea de Sud, Turcia, Regatul Unit și Statele Unite. Ei au descoperit că cele mai importante valori personale pentru acești oameni au fost să-și ajute familiile și ei înșiși să aibă un viitor în viață (ambii 27%), urmat de onestitate (26%). Comunitățile lor locale s-au situat ultima dată cu 6%. Valorile familiale au fost deosebit de puternice în America de Sud (34%), în timp ce individualismul și spiritul antreprenorial s-au dovedit populare în Africa (37%). Persoanele care au influențat cel mai mult tinerii au fost părinții (89%), prietenii (79%) și profesorii (70%). Celebritățile (30%) și politicienii (17%) au ajuns ultimii. În general, tinerii aveau mai multe șanse să fie influențați de sportivi și politicieni decât tinerele, care preferau cărțile și personajele de ficțiune. Cultura celebrității a avut o influență deosebită în China (60%) și Nigeria (71%) și deosebit de irelevantă în Argentina și Turcia (ambele 19%). Pentru tineri, cei mai importanți factori pentru cariera lor curentă sau viitoare au fost posibilitatea de a-și fructifica abilitățile (24%) și venitul (23%), în timp ce cei mai importanți factori au fost faima (3%)și organizarea a avut un impact pozitiv asupra lumii (13%). Cei mai importanți factori pentru tineri atunci când se gândesc la viitorul lor au fost familiile lor (47%) și sănătatea lor (21%); bunăstarea lumii în general (4%) și comunitățile lor locale (1%). 
Cercetătorul urban Richard Florida și echipa sa au descoperit, folosind datele recensământului american între 2005 și 2017, o creștere a ocupării forței de muncă pentru membrii „clasei creative” - oameni în educație, asistență medicală, drept, arte, tehnologie, știință și de afaceri, nu toți au o diplomă universitară - în practic toate zonele metropolitane americane cu o populație de un milion sau mai mult. Într-adevăr, numărul total al clasei creative a crescut de la 44 de milioane în 2005 la peste 56 de milioane în 2017. Florida a sugerat că acesta ar putea fi un „punct de vârf” în care talentele se îndreaptă spre locuri cu o calitate de viață ridicată, dar costuri de viață mai mici decât centrele creative bine înființate, cum ar fi New York City și Los Angeles, ceea ce el a numit „orașe.superstar”. 
Potrivit  media,  YouTube a fost raportată a fi platforma preferată pentru descoperirea muzicii. .Folosind inteligența artificială, Joan Serra și echipa sa de la Consiliul Național de Cercetări din Spania au studiat masivul Dataset Million Song și au descoperit că între 1955 și 2010, muzica populară a devenit mai tare, în timp ce acordurile, melodiile și tipurile de sunete utilizate au devenit tot mai omogenizate. Într-adevăr, producătorii par să se angajeze într-un „Război Loudness”, cu intenția de a atrage tot mai mult publicul. Hit-uri vechi sunt înregistrate cu o progresie simplă a acordurilor și o sonoritate crescută, folosind diferite instrumente pentru a suna nou și la modă. În timp ce industria muzicală a fost acuzată de multă vreme că produce melodii mai puternice. Aceasta este prima dată când se studiază și se măsoară calitatea melodiilor.

## Date demografice

Vârsta medie pe țară în ani în 2017 (ONU). Numărul tinerilor este evident mult mai mare în anumite părți din sud-estul Asiei, Orientul Mijlociu, America Latină și Africa.

### Africa
Proiecțiile statistice ale Națiunilor Unite în 2019 sugerează că, până în 2020, Nigerul va avea o vârstă medie de 15,2 ani, Mali 16,3, Ciad 16,6, Somalia, Uganda și Angola, toate 16,7, Republica Democratică Congo 17,0, Burundi 17.3, Mozambic și Zambia ambele 17.6. (Aceasta înseamnă că mai mult de jumătate din populațiile lor s-au născut în primele două decenii ale secolului XXI). Acestea sunt cele mai tinere țări din lume, după media de  vârstă. În timp ce o populație în plină expansiune ar putea, teoretic, induce o creștere economică substanțială, neîndeplinirea nevoilor de asistență medicală și socială, de educație și economice produce șomaj cronic al tinerilor, productivitate scăzută și tulburări sociale. Investiția în capitalul uman este crucială în formarea unei societăți productive. 

### Asia

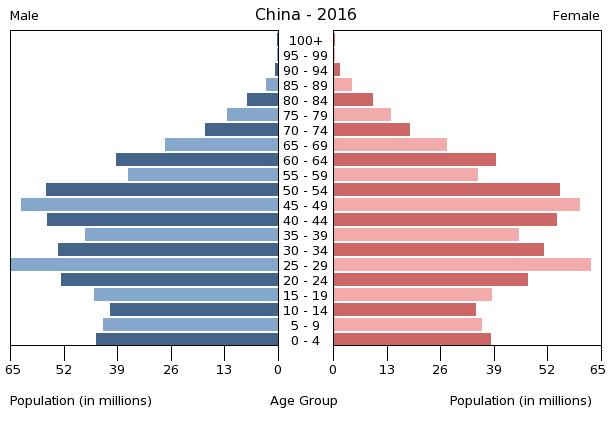
Piramida populației din China în 2016

Rata de fertilitate a Chinei a scăzut de la 5,91 copii într-o familie în 1967 la 1,6 în 2012. Politica pentru un singur copil este un factor în spatele acestei evoluții. Potrivit guvernului central chinez, politica pentru un singur copil a prevenit aproximativ 400 de milioane de nașteri. Totuși, experții continuă să dezbată această cifră. Unii susțin că o astfel de scădere a fertilității este tipică pentru o țară care se industrializează rapid, în timp ce alții cred că accelerează procesul de îmbătrânire. Potrivit demografului Zhen Binwen al Academiei Chineze de Științe Sociale, forța de muncă a Chinei va atinge un maxim în 2015. Aproape 7% din populația Chinei avea 65 de ani sau mai mult în 2000, un reper după care Națiunile Unite consideră o populație îmbătrânită. China îmbătrânește destul de repede. Cifrele ONU arată că proporția Chinei între 60 și peste 60 de ani a crescut cu 3,8% între 2000 și 2010, mai mare decât media globală de 3% între 1950 și 2010. Prin urmare, China este una dintre țările în curs de dezvoltare cu populații îmbătrânite. Economia națională în creștere rapidă și determinată de export va încetini, deoarece avantajul forței de muncă abundente și ieftine va dispărea. Speranța de viață în China a crescut de la 43 în 1960 la 73 în 2010, grație standardelor de viață îmbunătățite, alimentație mai bună și acces la asistență medicală și educație. 
Ca urmare a idealurilor culturale, a politicii guvernamentale și a medicinei moderne, au existat dezechilibre grave de gen în China și India. Potrivit Națiunilor Unite, în 2018, au existat 112 bărbați chinezi cu vârste între 15 și 29 de ani pentru fiecare sută de femei din acea grupă de vârstă. Acest număr în India era 111. China a avut în total 34 de milioane de bărbați în exces și India 37 de milioane, mai mult decât întreaga populație din Malaezia. Împreună, China și India au reunit 50 de milioane de bărbați în exces, sub vârsta de 20 de ani. O astfel de discrepanță alimentează epidemiile de singurătate, traficul de persoane (din alte părți din Asia, cum ar fi Cambodgia și Vietnam) și prostituția, printre alte probleme sociale. 
Ca și Uniunea Europeană (și spre deosebire de Statele Unite), Japonia are o populație în scădere. Împreună cu o speranță de viață excepțional de lungă (85 de ani pentru femei și 78 pentru bărbați, începând cu 2005) și una dintre cele mai mici rate de fertilitate din lume, aceasta înseamnă că până în 2050, 30% dintre japonezi vor avea peste 60 de ani. În timp ce guvernul a introdus diverse stimulente pentru ca oamenii să aibă mai mulți copii, nu se poate aștepta niciun randament al investițiilor până în anii 2030, când copiii născuți la începutul anilor 2000 intră în forța de muncă. (Imigrația este nepopulară în această țară). Conform cifrelor oficiale, numărul persoanelor sub 15 ani în Japonia a fost de 13,6% din populație în 2007 și a fost prevăzut să scadă la 12,3% în 2015, sau aproximativ jumătate din vârstnici. 2007 a fost al douăzeci și șaselea an consecutiv în care numărul persoanelor sub 15 ani a scăzut în Japonia. Rata natalității Japoniei a scăzut de la nivelul de înlocuire aproximativ 2,1, la începutul anilor ’70 la 1,26 în 2005 . Oficialii guvernamentali au estimat că populația Japoniei va scădea cu 30% până în anii 2050, de la 127 milioane la sub 90 milioane. 

Rata natalității din Singapore a scăzut sub nivelul de înlocuire de 2,1 din anii 1980, înainte de a se stabiliza în anii 2000 și 2010. (A ajuns la 1,14 în 2018, ceea ce a devenit cel mai scăzut din 2010 și unul dintre cele mai scăzute din lume). Stimulentele guvernamentale, cum ar fi bonusul pentru copii, s-au dovedit insuficiente pentru a crește natalitatea. Experiența din Singapore reflectă situația din Japonia și din Coreea de Sud. În Taiwan, mediul de familie ideal raportat în rândul femeilor între 18 și 24 de ani a scăzut de la 2,1 în 1991 la 1,8 în 2003. În Hong Kong, în rândul femeilor cu vârste cuprinse între 18 și 27 de ani a scăzut de la 1,8 în 1991 la 1,5 în 2011.  

Population pyramids of India, Japan, and Singapore in 2016
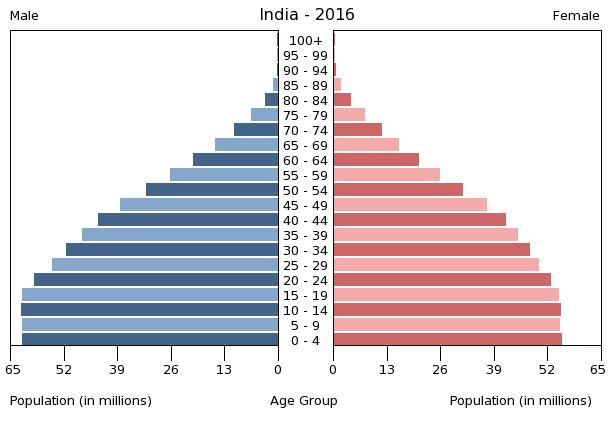
Piramida populației în India, Japonia și Singapore în 2016
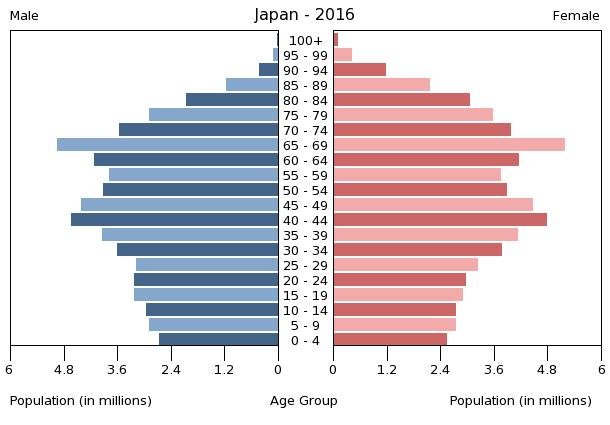
Piramida populației în Japonia în 2016
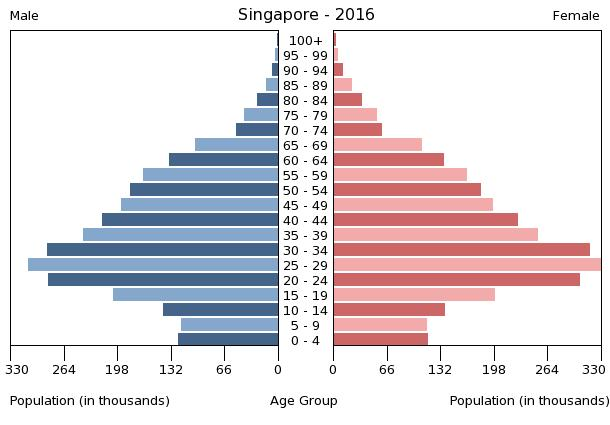
Piramida populației în Singapore în 2016

### Europa

Țările europene la proporția persoanelor în vârstă de 65 de ani și peste, între 2008 și 2018

Din aproximativ 1750 până în 1950, Europa de Vest a trecut de la a avea atât rate mari de naștere, cât și de deces la rate mari și mici. Până la sfârșitul anilor '60 sau '70, femeia obișnuită avea mai puțin de doi copii și, deși demografii se așteptau la început la o "corecție", o astfel de revenire nu a venit niciodată. În ciuda creșterii ratelor totale de fertilitate (TFR) ale unor țări europene la sfârșitul secolului XX (anii 1980 și 1990), în special Franța și Scandinavia, nu au revenit niciodată la nivelul de înlocuire; bumpul s-a datorat în mare parte femeilor mai în vârstă care își realizează visele despre maternitate. La început, scăderea fertilității se datorează urbanizării și scăderii ratelor mortalității infantile, ceea ce a diminuat beneficiile și a crescut costurile creșterii copiilor. Cu alte cuvinte, a devenit mai sensibil din punct de vedere economic să investești mai mult în mai puțini copii, după cum a argumentat economistul Gary Becker . (Aceasta este prima tranziție demografică. ) Scăderea fertilității a venit apoi din schimbări atitudinale. În anii '60, oamenii au început să treacă de la valorile tradiționale și comunitare către perspective mai expresive și individualiste, datorită accesului și aspirației la învățământul superior și răspândirii valorilor stilului de viață practicate odată doar de o minoritate minusculă de elite culturale. (Aceasta este a doua tranziție demografică . ) Deși schimbările culturale de amploare din anii '60 au fost reduse până în anii '90, mediul social și cultural din secolul XX chiar a fost destul de diferit de cel al anilor '50. Astfel de schimbări ale valorilor au avut un efect major asupra fertilității care s-a cimentat în cohorte demografice ulterioare. Statele membre ale Comunității Europene au înregistrat o creștere constantă a divorțului și a nașterilor în afara căsătoriei între 1960 și 1985, dar și scăderea ratelor de fertilitate. În 1981, un sondaj efectuat asupra țărilor din lumea industrializată a constatat că, în timp ce mai mult de jumătate dintre persoanele în vârstă de 65 de ani credeau că femeile au nevoie de împlinirea copiilor, doar 35% dintre cei cu vârste cuprinse între 15 și 24 de ani (mai mici și mai mari Baby Boomers și mai mari Generația X) a fost de acord. 
l 

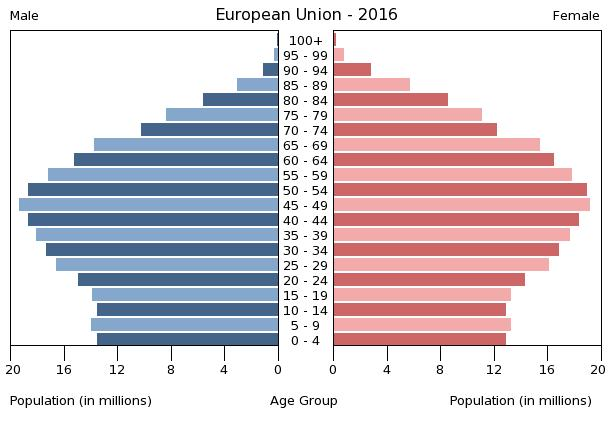
Piramida populației din Uniunea Europeană în 2016

Italia este o țară în care problema unei populații îmbătrânite este deosebit de acută. Rata de fertilitate a scăzut de la aproximativ 4 în anii 1960 până la 1,2 în anii 2010. Acest lucru nu se datorează faptului că tinerii italieni nu doresc să procreeze. Dimpotrivă, a avea mulți copii este un ideal italian. Însă economia sa a scăzut de la Marea Recesiune din 2007-2008, rata șomajului în rândul tinerilor fiind de 35% în anul 2005. Mulți italieni s-au mutat în străinătate - 150.000 au făcut-o în 2018 - și mulți sunt tineri care urmăresc oportunități educaționale și economice. Odată cu scufundarea numărului de nașteri în fiecare an, populația italiană este de așteptat să scadă în următorii cinci ani. Mai mult, Baby Boomers se retrage în număr mare, iar numărul lor eclipsează pe cei ai tinerilor care au grijă de ei. Doar Japonia are o structură de vârstă mai înclinată spre vârstnici. O soluție la această problemă este stimularea reproducerii, așa cum a făcut Franța, investind în concedii pentru creșterea copilului mai lung, îngrijire de zi și scutiri de taxe pentru părinți. Din 2019, Franța are aproximativ aceeași populație ca Italia, dar cu 65% mai multe nașteri. O altă soluție este imigrația, care a atenuat declinul, dar nu vine fără efect politic. 
De asemenea, Grecia suferă de o problemă demografică gravă, deoarece mulți tineri pleacă din țară în căutarea unor oportunități mai bune în altă parte. Această scurgere de creiere și o populație care îmbătrânește rapid ar putea vrăji dezastru pentru țară. 
Rusia are o scădere a natalității și o populație în scădere, în ciuda unei economii îmbunătățite după prăbușirea Uniunii Sovietice. Conform Națiunilor Unite, populația Rusiei ar putea scădea cu până la o treime până în 2050. Statisticienii guvernului rus au estimat în 2005 că un băiat născut în țara lor în acel an are șanse slabe de a-și vedea 60 de ani de naștere din cauza diverselor probleme legate de stilul de viață (cum ar fi alcoolismul). Un decalaj în speranța de viață între Occident și Rusia a început să fie vizibil în anii '60.  Populația Rusiei a scăzut cu 6% între mijlocul anilor 1990 și începutul anilor 2010. 
În Regatul Unit, chiar dacă rata fertilității completate s-a schimbat puțin, vârsta medie la prima naștere a crescut în primii ani 2000. Potrivit colegiului regal al moașelor, acesta a fost principalul motiv pentru care proporția nașterilor care necesită inducție a forței de muncă sau secții cezariene a crescut de la 31% la 50%. 
 

Între 1990 și 2019, Islanda a văzut că populația sa crește cu 40,7%, Norvegia cu 25,9%, Suedia cu 20,0%, Danemarca 13,1%, Groenlanda 0,8%, Finlanda 10,9%, Insulele Feroe 7,5% și Insulele Åland 22,9%.  

### America de Nord
Datele de la Statistici Canada publicate în 2017 au arătat că Generația Z a constituit 17,6% din populația canadiană.  Potrivit Statisticii Canada, între 1980 și 2009, frecvența sindromului de moarte subită a sugarului (SIDS) a scăzut de la una la o mie de nașteri vii la 0,3, cu o reducere de 71%. Datele Organizației Națiunilor Unite arată că rata mortalității nou-născuților între 28 și 364 de zile a scăzut cu 64%, iar cea a copiilor cu vârsta sub cinci ani a scăzut cu 9,7% între 1980 și 2015. Conform Statisticii Canada, numărul de gospodării atât cu bunicii cât și cu nepoții a crescut. În 2011, cinci la sută dintre copiii canadieni sub vârsta de zece ani trăiau cu un bunic, în creștere față de 3,3% în deceniul precedent. Acest lucru se datorează în parte faptului că părinții canadieni de la începutul secolului al XXI-lea nu își pot permite (sau cred că nu își pot permite) îngrijirea copiilor și, de cele mai multe ori, se consideră că trebuie să muncească ore lungi sau ture neregulate. Între timp, mulți bunici se luptă să țină pasul cu nepoții lor foarte activi în mod regulat, din cauza vârstei lor. Între bunici și părinți, potențialele surse de educare includ dietele copiilor, programul lor de somn, modul de disciplinare a acestora și modul în care aceștia pot folosi gadgeturi electronice. Părinții de astăzi sunt mai dependenți de internet pentru informații decât propriii copii și mulți chiar recomandă să ia cursuri de bunici. Deoarece Millennials și membrii Generației X tind să aibă mai puțini copii decât părinții lor, Baby Boomers, fiecare copil primește în mod obișnuit mai multă atenție pe bunicii și părinții săi în comparație cu generațiile anterioare. 
 

Rata de fertilitate a Mexicului, cândva printre cele mai ridicate din lume, a fost aproximativ la nivelul de înlocuire în 2010, în scădere față de rata din 1960. Acest lucru se datorează politicilor guvernamentale de combatere a nașterilor din anii 1970, care au folosit în mare măsură sterilizarea într-o țară cu restricții stricte de avort, cu excepția capitalului. În anii 2000, aproximativ 40% dintre femeile mexicane căsătorite erau sterilizate. Participarea sporită a femeilor la forța de muncă și îmbunătățirea oportunităților educaționale au jucat, de asemenea, un rol în această dezvoltare. Deși numărul de noi mexicani în fiecare an în anii 2000 a fost același ca al celor din anii '70, rata de creștere a scăzut substanțial. Media de vârstă a mexicanilor a fost 28 în 2010, față de 17 în 1980. Pentru comparație, Europa a avut nevoie de un secol și nu de 30 de ani pentru a face aceeași tranziție demografică. Totuși, mexicanii care trăiesc în Statele Unite au avut o rată mai mare de fertilitate decât omologii lor din vechea țară, iar acest lucru înseamnă că numărul de persoane cu patrimoniu mexican va continua să crească la nord de graniță. De fapt, la începutul anilor 2000, a existat o migrație semnificativă mexicană, legală și de altfel, în Statele Unite, unde nivelul de trai și salariile sunt mai mari.  

### Oceania

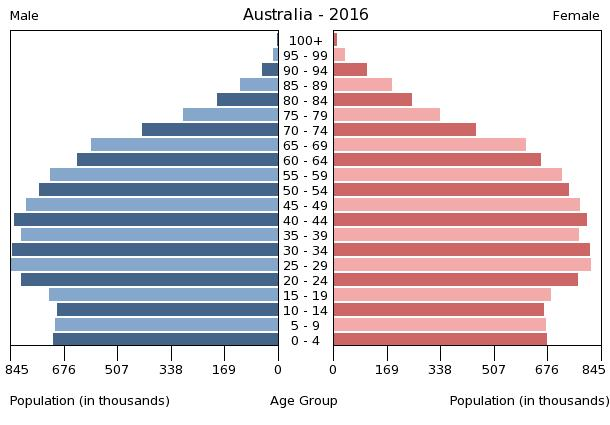
Piramida populației din Australia în 2016

Rata de fertilitate totală a Australiei a scăzut de la trei în perioada postbelică, până la aproximativ nivelul de înlocuire (2.1) din anii 1970, sub cel de la sfârșitul anilor 2010. (Era 1.74 în 2017. ) Cu toate acestea, imigrația a compensat efectele unei natalități în scădere. În anii 2010, printre rezidenții Australiei, 5% s-au născut în Regatul Unit, 2,5% în China, 2,2% în India și 1,1% Filipine. 84% dintre noii sosiți în anul fiscal din 2016 aveau vârsta sub 40 de ani, comparativ cu 54% dintre cei aflați deja în țară. Ca și alte țări prietenoase cu imigranții, cum ar fi Canada, Regatul Unit și Statele Unite, populația Australiei în vârstă este de așteptat să crească până în jurul anului 2025. Cu toate acestea, raportul dintre persoanele în vârstă de muncă și pensionarii ( raportul de dependență ) a trecut de la opt în anii 1970 la aproximativ patru în anii 2010. Ar putea scădea la două până în anii 2060, în funcție de nivelul imigrării.  „Cu cât populația este mai în vârstă, cu atât mai multe persoane beneficiază de ajutoare sociale, avem nevoie de mai multă asistență medicală și există o bază mai mică pentru a plăti impozitele”, a spus Ian Harper, de la Melbourne Business School, la ABC News (Australia).  În timp ce guvernul a redus planurile de creștere a vârstei de pensionare, reducerea pensiilor și majorarea impozitelor datorate opoziției publice, presiunile demografice continuă să crească pe măsură ce efectele tamponante ale imigrației dispar.  Australienii care îmbătrânesc la începutul secolului XXI sunt mai reticenți în a avea copii în comparație cu predecesorii lor din motive economice: datorii mai mari ale elevilor, locuințe scumpe și creștere negativă a veniturilor.  

## Educație

### Tendințe globale
În 2019, Organizația pentru Cooperare și Dezvoltare Economică ( OCDE ) a examinat standardele educaționale și realizarea celor 36 de state membre și a constatat că, în timp ce cheltuielile cu educația au crescut în medie cu 15% în deceniul precedent, performanțele academice au fost onorate de copii în vârstă de 15 ani. Matematica, româna și științele din Programul pentru evaluarea internațională a studenților ( PISA ) au stagnat în mare măsură. Studenții din China și Singapore, ambii în afara OCDE, au continuat să-și depășească colegii de nivel global. Dintre toate țările care și-au trimis studenții să ia PISA, numai Albania, Columbia, Macao, Moldova, Peru, Portugalia și Qatar au înregistrat îmbunătățiri de la aderare. Dintre acestea, doar Portugalia este o țară OCDE. Între timp, Australia, Finlanda, Islanda, Olanda, Noua Zeelandă, Slovacia și Coreea de Sud au înregistrat o scădere a performanței generale de la aderare. Finanțarea, deși semnificativă, nu este neapărat cel mai important lucru, așa cum demonstrează cazul Estoniei. Estonia a cheltuit cu 30% sub media OCDE, dar a obținut încă note de top. 

### În Europa continentală
În Suedia, universitățile sunt scutite, așa cum se întâmplă în Norvegia, Danemarca, Islanda și Finlanda. Cu toate acestea, studenții suedezi absolvă de obicei multe datorii datorită costului ridicat al vieții în țara lor, în special în marile orașe, cum ar fi Stockholm. Raportul datoriilor și veniturile preconizate după absolvirea suedezilor a fost de aproximativ 80% în 2013. În SUA, în ciuda îngrijorării răspândite cu privire la creșterea datoriei studenților, acest număr a fost de 60%. Mai mult decât atât, aproximativ șapte din opt suedezi au absolvit datorii, comparativ cu o jumătate din SUA În anul universitar 2008-9, practic toți studenții suedezi profită de pachete de ajutor financiar sponsorizate de stat de la o agenție guvernamentală cunoscută sub numele de Centrala Studiestödsnämnden ( CSN), care includ împrumuturi cu dobândă scăzută, cu programe de rambursare îndelungate (25 de ani sau până când studentul împlinește 60 de ani). În Suedia, ajutorul pentru studenți se bazează pe propriile lor venituri, în timp ce în unele alte țări, precum Germania sau Statele Unite, un astfel de ajutor este premiat pe veniturile părinților, deoarece părinții trebuie să ajute la plata facturii pentru educația copiilor lor. În anul universitar 2008-9 Australia, Austria, Japonia, Olanda și Noua Zeelandă au înregistrat o creștere atât a taxelor medii de școlarizare ale universităților lor publice pentru studenții domestici cu normă întreagă, cât și a procentului de studenți care profită de sponsorizarea statului ajutor studențesc față de 1995. În Statele Unite, a existat o creștere a primului, dar nu a celui de-al doilea. 
În 2005, judecătorii din Karlsruhe, Germania, au interzis interdicția taxelor universitare ca fiind neconstituțională pe motiv că încălca dreptul constituțional al statelor germane de a reglementa propriile sisteme de învățământ superior. Această interdicție a fost introdusă pentru a asigura egalitatea accesului la învățământul superior, indiferent de clasa socioeconomică. Ministrul științei din Bavaria, Thomas Goppel, a declarat presei asociate, „Taxele vor contribui la păstrarea calității universităților”. Susținătorii taxelor au susținut că ar contribui la ușurarea sarcinii financiare pentru universități și ar încuraja studenții să studieze mai eficient, în ciuda faptului că nu acoperă costurile totale ale învățământului superior, în medie cu 8.500 de euro începând cu 2005. Oponenții credeau că taxele vor îngreuna studiile și absolvirea la timp a oamenilor.  De asemenea, Germania a suferit de o scurgere de creiere, deoarece mulți cercetători strălucitori s-au mutat în străinătate, în timp ce relativ puțini studenți internaționali erau interesați să vină în Germania. Aceasta a dus la declinul instituțiilor de cercetare germane. 

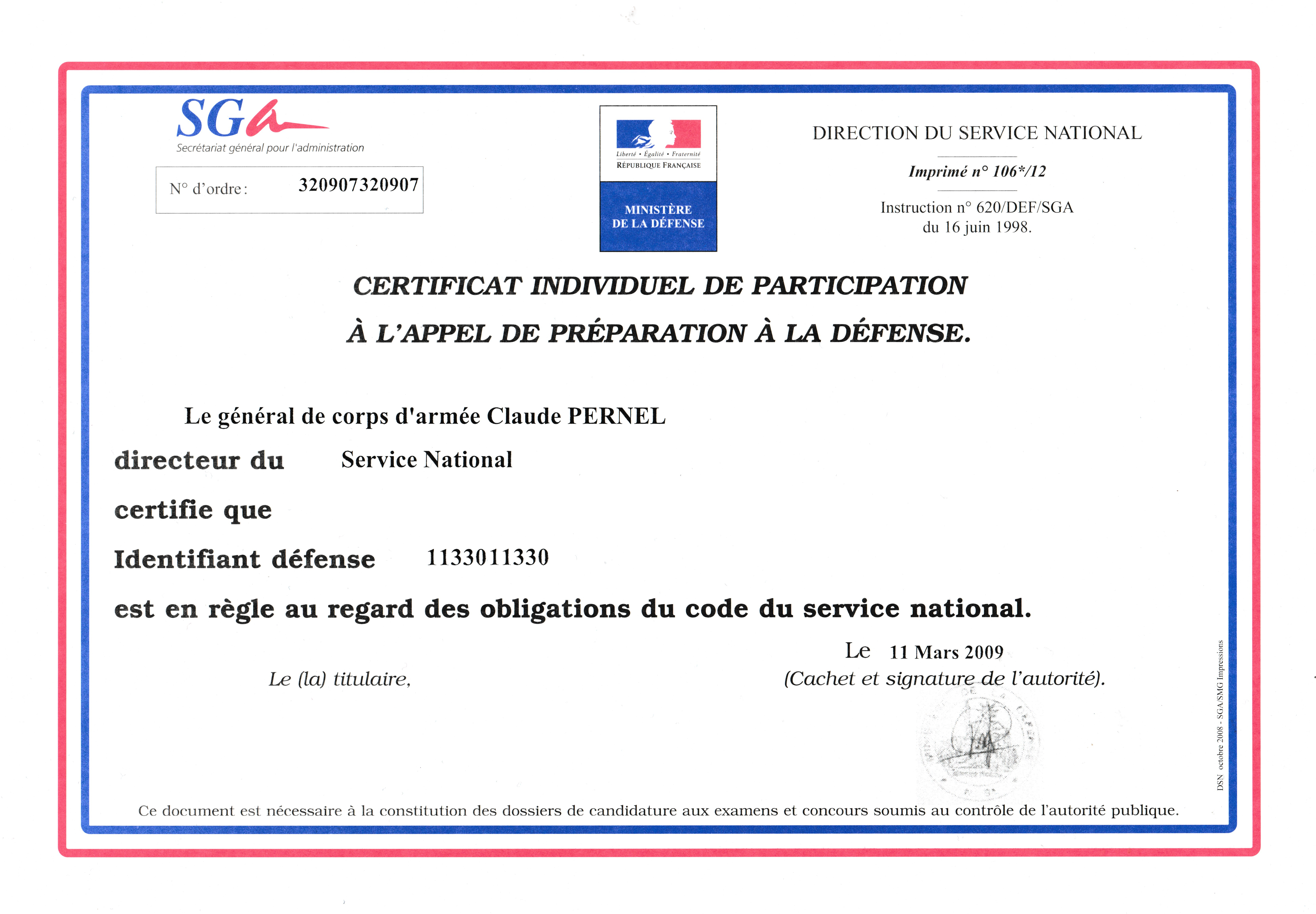
Un eșantion de certificat JAPD.

### În țările vorbitoare de engleză
În 2017, aproape jumătate dintre britanici au primit studii superioare până la 30 de ani. Asta în ciuda faptului că în 2012 au fost introduse taxe pentru studenți în valoare de 9.000 de lire sterline. Universitățile din Marea Britanie au introdus pentru prima dată comisioane în toamna anului 1998 pentru a rezolva problemele financiare și faptul că universitățile în altă parte au taxat studii. Primul ministru Tony Blair a introdus obiectivul ca jumătate dintre tinerii britanici să câștige o diplomă universitară în 1999, deși a ratat termenul limită pentru 2010. Cererea de învățământ superior în Regatul Unit rămâne puternică, determinată de nevoia de lucrători cu înaltă calificare atât din sectorul public, cât și din cel privat. Cu toate acestea, a existat un decalaj de sex din ce în ce mai mare. Începând cu 2017, femeile au avut mai multe șanse să participe sau să fi urmat universitatea decât bărbații, cu 55% până la 43%, un decalaj de 12%. 
În 2013, mai puțin de o treime din școlile publice americane aveau acces la serviciile de bandă largă pe internet, potrivit EducationSuperHighway. Până în 2019, acest număr a ajuns la 99%, ceea ce a crescut frecvența învățării digitale. 

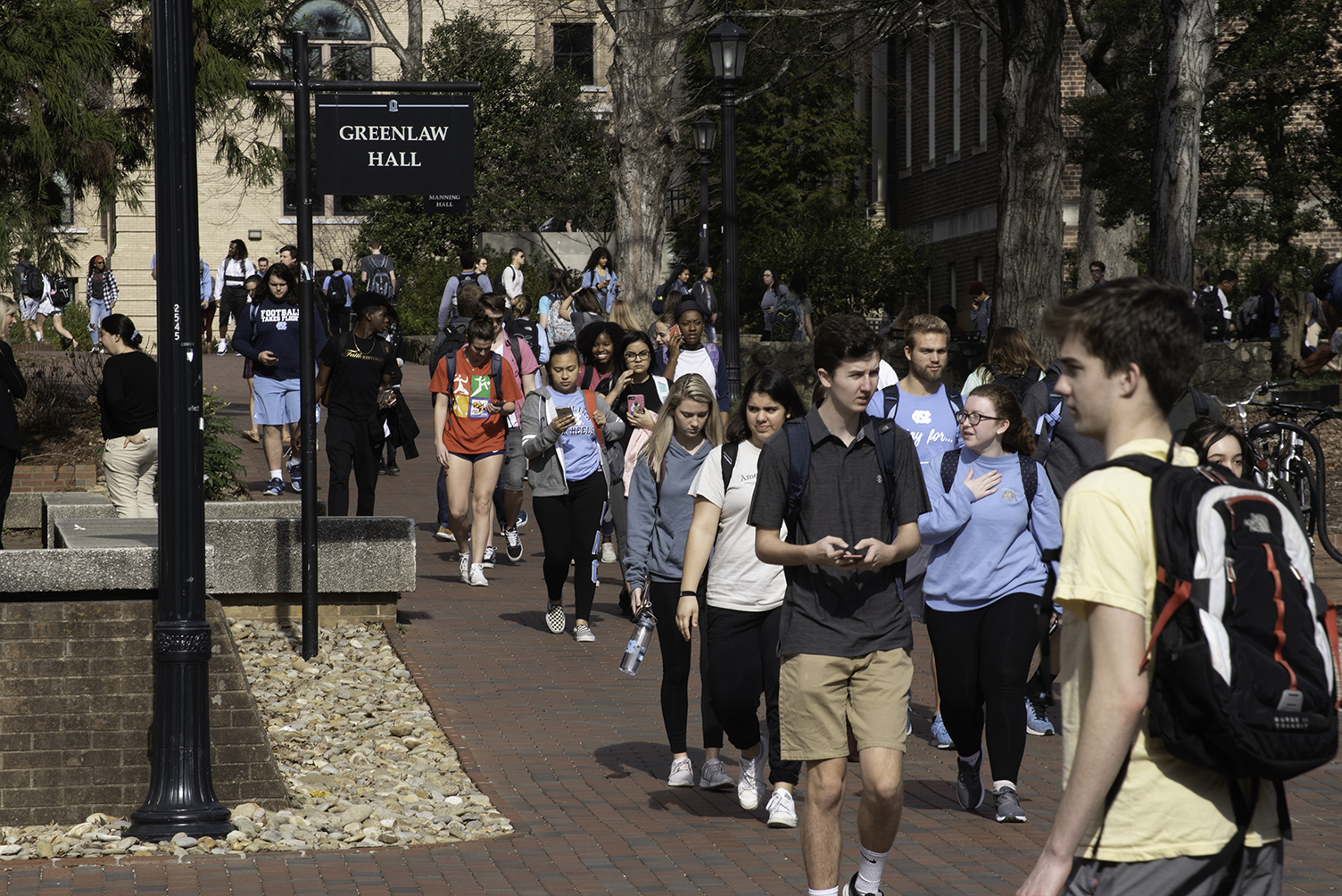
Studenți la Universitatea din Carolina de Nord la Chapel Hill (2019).

Generația Z revoluționează sistemul educațional sub multe aspecte. Mulțumesc în parte unei creșteri a popularității antreprenoriatului și a avansurilor în tehnologie, liceele și colegiile de pe glob includ antreprenoriatul în programa lor.  Potrivit Forumului Economic Mondial, peste unu din cinci membri ai Generației Z sunt interesați să participe la o școală comercială sau tehnică în locul unui colegiu sau universitate.  În Statele Unite astăzi, elevii de liceu sunt, în general, încurajați să urmeze colegiul sau universitatea după absolvire, în timp ce opțiunile de școală tehnică și formare profesională sunt adesea neglijate.  Conform Studiului Economic All-American CNBC din 2018, doar 40% dintre americani credeau că costul financiar al unei diplome universitare de patru ani este justificat, în scădere de la 44% cu cinci ani înainte. Mai mult decât atât, doar 50% au considerat că un program de patru ani este cel mai bun tip de pregătire, în scădere de la 60%, iar numărul de persoane care au văzut valoare într-un program de doi ani a sărit de la 18% la 26%. Aceste constatări sunt în concordanță cu alte rapoarte. 

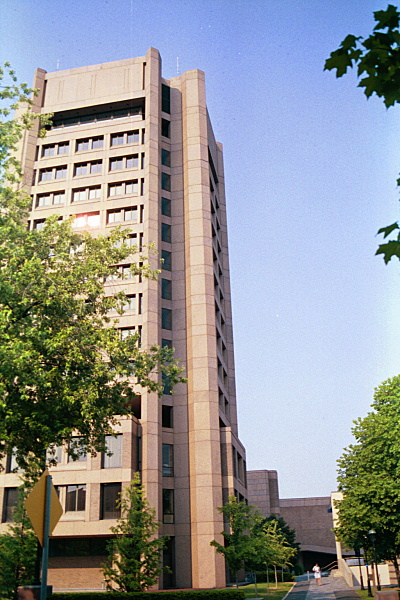
Subiectele STEM sunt mai populare în rândul studenților din generația Z decât în umanități. În imagine: Sală fină, Universitatea Princeton.

Membrii Generației Z sunt nerăbdători să aleagă majori care îi învață abilități comercializabile.  Potrivit Forumului Economic Mondial (WEF), aproximativ 88% consideră pregătirea postului ca fiind colegiul. 39% vizează o carieră în medicină sau asistență medicală, 20% în științe naturale, 18% în biologie sau biotehnologie și 17% în afaceri.  Un sondaj Gallup din 2018 asupra a peste 32.000 de studenți universitari selectați la întâmplare din 43 de școli din toate Statele Unite a constatat că puțin peste jumătate (53%) dintre ei au considerat că alegerea lor majoră va duce la o muncă salarială. Studenții STEM au exprimat cea mai mare încredere (62%), în timp ce cei din arte liberale au fost cel mai puțin încrezători (40%). Puțin peste unu din trei s-au gândit că vor învăța abilitățile și cunoștințele necesare pentru a avea succes la locul de muncă.  Deoarece locurile de muncă (care se potriveau cu cele studiate) au fost atât de dificil de găsit în câțiva ani care au urmat Marii Recesiuni, a fost pusă în discuție valoarea obținerii unei diplome de arte liberale și studierea științelor umaniste la universitate, abilitatea lor de a dezvolta o bine rotunjită și individ cu minte largă.  Mai mult, instituțiile din învățământul superior au fost supuse unui scepticism accentuat în anii 2010, din cauza costurilor mari și a rezultatelor dezamăgitoare. Oamenii au devenit din ce în ce mai preocupați de datorii și deficit. Nu mai erau suficiente promisiuni de educare a „cetățenilor lumii” sau estimări ale impactului economic provenite din calcule abstruse. Colegiile și universitățile au considerat că este necesar să își demonstreze valoarea, clarificând câți bani din industrie și companie au finanțat cercetarea și cât ar costa să participe.  În timp ce numărul studenților majori în științe umaniste a scăzut semnificativ, cei din știință, tehnologie, inginerie și matematică sau STEM, au crescut brusc.  
Datele de la Institutul de Educație Internațională au arătat că, comparativ cu anul universitar 2013-14, numărul studenților străini care s-au înscris în colegiile și universitățile americane s-a atins în 2015-6, cu aproximativ 300.000 de studenți, înainte de a scădea ușor în anii următori. Față de anul universitar 2017-18, 2018-19 a înregistrat o scădere cu 1% a numărului de studenți străini. Aceasta este o preocupare pentru instituțiile care s-au bazat pe înscrierea internațională pentru venituri, deoarece în mod obișnuit își taxează studenții străini mai mult decât omologii lor domestici. Începând cu 2019, acestea au fost primele scăderi dintr-un deceniu. Cu toate acestea, numărul absolvenților străini care stau pentru muncă sau formare ulterioară a crescut. În 2019, au fost 220.000 care au fost autorizați să stea pentru muncă temporară, o creștere de 10% față de toamna anului 2017. Surse de top ale studenților care studiază peste hotare în Statele Unite au fost China, Coreea de Sud, India și Arabia Saudită (în această ordine). În timp ce numărul de studenți chinezi pe pământ american a scăzut în mod vizibil - din cauza unei varietăți de factori, cum ar fi dificultățile raportate de obținere a unei vize americane pe fondul războiului comercial sino-american în curs, mai multă concurență din Canada și Australia și o creștere anti-chineză sentimente din cauza preocupărilor cu privire la furtul de proprietate intelectuală - studenți veniți din alte părți din Asia (deși nu Coreea de Sud și Japonia), America Latină și Africa au crescut. În special, numărul studenților din Nigeria a urcat cu 6%, în timp ce cei din Brazilia și Bangladesh au crescut cu 10%. Cele mai populare majore au schimbat, cu afaceri, un subiect academic extrem de popular în rândul studenților chinezi, scăzând cu 7% în anul universitar 2018-19. Între timp, matematica și informatica au sărit cu 9%, înlocuind afacerile drept a doua majoritate majore după inginerie. 
Istoric, studenții universitari au avut mai multe șanse să fie bărbați decât femei. Diferența a fost deosebit de mare în a doua jumătate a secolului XX, când înscrierea a crescut dramatic față de anii ’40. Această tendință continuă încă din secolul XXI. Cu toate acestea, până la sfârșitul anilor 2010, situația s-a inversat. Femeile au acum mai multe șanse să se înscrie la universitate decât bărbații.  De fapt, până la sfârșitul anilor 2010, mai mult de jumătate dintre studenți erau femei.  În 2018, un număr mai mare de o treime din fiecare sex este student.  

## Perspective de angajare și tendințe economice

### Evoluții globale
Analizând datele de la Națiunile Unite și Indexul Competitiv Global Talent, KDM Engineering a constatat că începând cu anul 2019, primele cinci țări pentru lucrătorii internaționali cu înaltă calificare sunt Elveția, Singapore, Regatul Unit, Statele Unite și Suedia. Factorii luați în considerare includeau capacitatea de a atrage muncitori străini cu înaltă calificare, prietenia în afaceri, mediul de reglementare, calitatea educației și nivelul de trai. Elveția este cel mai bun la păstrarea talentelor datorită calității sale excelente de viață. Singapore găzduiește un mediu de clasă mondială pentru antreprenori. Și Statele Unite oferă cea mai mare oportunitate de creștere, datorită dimensiunii pure a economiei sale și a calității învățământului superior și a formării.  Începând cu 2019, acestea sunt, de asemenea, unele dintre cele mai competitive economii ale lumii, potrivit World Economic Forum (WEF). Pentru a determina competitivitatea economică a unei țări sau teritorii, WEF ia în considerare factori precum încrederea instituțiilor publice, calitatea infrastructurii, stabilitatea macroeconomică, calitatea asistenței medicale, dinamismul afacerilor, eficiența pieței forței de muncă și capacitatea de inovare. 
Statisticile Fondului Monetar Internațional (FMI) dezvăluie că între 2014 și 2019, rata șomajului Japoniei a trecut de la aproximativ 4% la 2,4%, iar China de la aproape 4,5% la 3,8%. Acestea sunt unele dintre cele mai mici rate dintre economiile de top. 
Când a ajuns la putere în 1949, președintele Mao Zedong a promis să aboleze capitalismul și clasele sociale. „Banii vechi” au încetat să mai existe în China ca urmare a unei economii planificate la nivel central. Dar asta s-a schimbat în anii 1980 când Deng Xiaoping a introdus reforme economice ; clasele mijlocii și superioare au înflorit de atunci. De fapt, el a considerat că a devenit bogat pentru a fi „glorios”. Orașele chineze s-au transformat în centre comerciale importante. Numărul miliardarilor (în dolari americani) din China crește mai repede decât oriunde altundeva din lume, atât de mult încât academiile majordomilor, ai căror studenți vor servi „noii bogați” și școlile de finalizare, ai căror elevi s-au născut din părinți bogați, au fost stabilite. Cu toate acestea, potrivit Băncii Mondiale, 27% dintre chinezi trăiesc în continuare sub pragul sărăciei. Partidul Comunist Chinez (PCC) a promis că va pune capăt sărăciei până în 2020. Campania anti-corupție a secretarului general al PCC, Xi Jinping, se manifestă și în ceea ce el considera „afișări ostentative de avere”. Mai mult, membrii clasei superioare a Chinei trebuie să se alinieze îndeaproape cu Partidul Comunist. O serie de tineri antreprenori chinezi au profitat de Internet pentru a deveni influenți în social media pentru a-și vinde produsele. 

### Europa
În Europa, deși ratele șomajului Franței și Italiei au rămas relativ mari, acestea au fost semnificativ mai mici decât anterior. Între timp, rata șomajului german a scăzut chiar sub cea a Statelor Unite, un nivel care nu a fost văzut de la unificarea sa cu aproape trei decenii înainte.  Eurostat a raportat în 2019 că rata totală a șomajului în Uniunea Europeană a scăzut la cel mai mic nivel din ianuarie 2000, cu 6,2% în august, ceea ce înseamnă că aproximativ 15,4 milioane de persoane au rămas fără un loc de muncă. Cehia (3%), Germania (3,1%) și Malta (3,3%) s-au bucurat de cele mai scăzute niveluri de șomaj. Statele membre cu cele mai mari rate ale șomajului au fost Italia (9,5%), Spania (13,8%) și Grecia (17%). Țările cu rate mai mari de șomaj față de 2018 au fost Danemarca (de la 4,9% la 5%), Lituania (6,1% la 6,6%) și Suedia (6,3% până la 7,1%). 

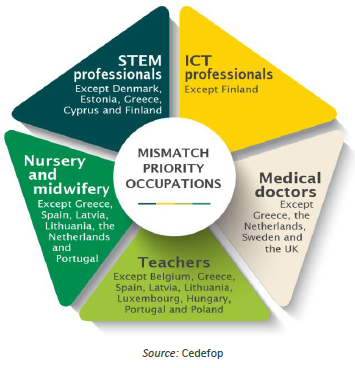
Primele cinci profesii cu lucrători insuficienți în Uniunea Europeană (sfârșitul anilor 2010).

Potrivit Centrului European pentru Dezvoltarea Formării Profesionale (Cedefop), la sfârșitul anilor 2010, Uniunea Europeană suferă de deficiențe de specialiști în STEM (inclusiv profesioniști în domeniul TIC), medici, asistenți medicali, moașe și profesori școlari. Cu toate acestea, imaginea variază în funcție de țară. În Italia, arhitectura ecologică are o cerere mare. Estonia și Franța lipsesc profesioniștii din domeniul juridic. Irlanda, Luxemburgul, Ungaria și Regatul Unit au nevoie de mai mulți experți financiari. Toate statele membre, cu excepția Finlandei, au nevoie de mai mulți specialiști în domeniul TIC și toate, în afară de Belgia, Grecia, Spania, Ungaria, Letonia, Lituania, Luxemburg, Portugalia și Regatul Unit au nevoie de mai mulți profesori. Furnizarea de absolvenți STEM a fost insuficientă, deoarece rata abandonului abandonului este mare și din cauza unei scurgeri de creiere în continuă din unele țări. Unele țări au nevoie de mai mulți profesori, deoarece mulți se pensionează și trebuie înlocuiți. În același timp, îmbătrânirea populației din Europa necesită extinderea sectorului sănătății. Dezincentivii pentru lucrătorii (potențiali) în locuri de muncă cu cerere mare includ prestigiu social scăzut, salarii mici și medii de muncă stresante. Într-adevăr, mulți au părăsit sectorul public pentru industrie, în timp ce unii absolvenți STEM au ocupat locuri de muncă non-STEM. 
Think-tank-ul spaniol Fedea a menționat că nu există destui tineri europeni înscriși în programe profesionale care să le învețe abilități favorizate de piața muncii. Mulți noi participanți la forța de muncă nu aveau abilitățile necesare solicitate de angajatori
Datorită puternice corelații între creșterea economică și ocuparea forței de muncă pentru tineri, recesiunile vin cu consecințe grave pentru tinerii din forța de muncă. În economiile europene de sud, cum ar fi Grecia și Spania, șomajul tinerilor a continuat după marea recesiune, rămânând blocat în jur de o treime. Cu o altă recesiune indusă de pandemia globală COVID-19, s-ar putea ridica la aproximativ jumătate. Chiar și Republica Cehă, care anterior se lăuda cu cea mai mică rată a șomajului în rândul tinerilor din Europa, cu aproximativ 5%, ar putea vedea acest număr triplu în 2020. În general, piețele de muncă europene sunt ostile față de noii intrați, care, spre deosebire de omologii lor mai vechi, nu au contracte permanente și sunt adesea primii concediați în perioadele grele. Somajul mediu al UE a crescut, dar șomajul în rândul tinerilor a crescut și mai mult; în rândul lucrătorilor cu vârsta sub 25 de ani,.Aceasta a fost de 15,7% în mai 2020. 

### America de Nord

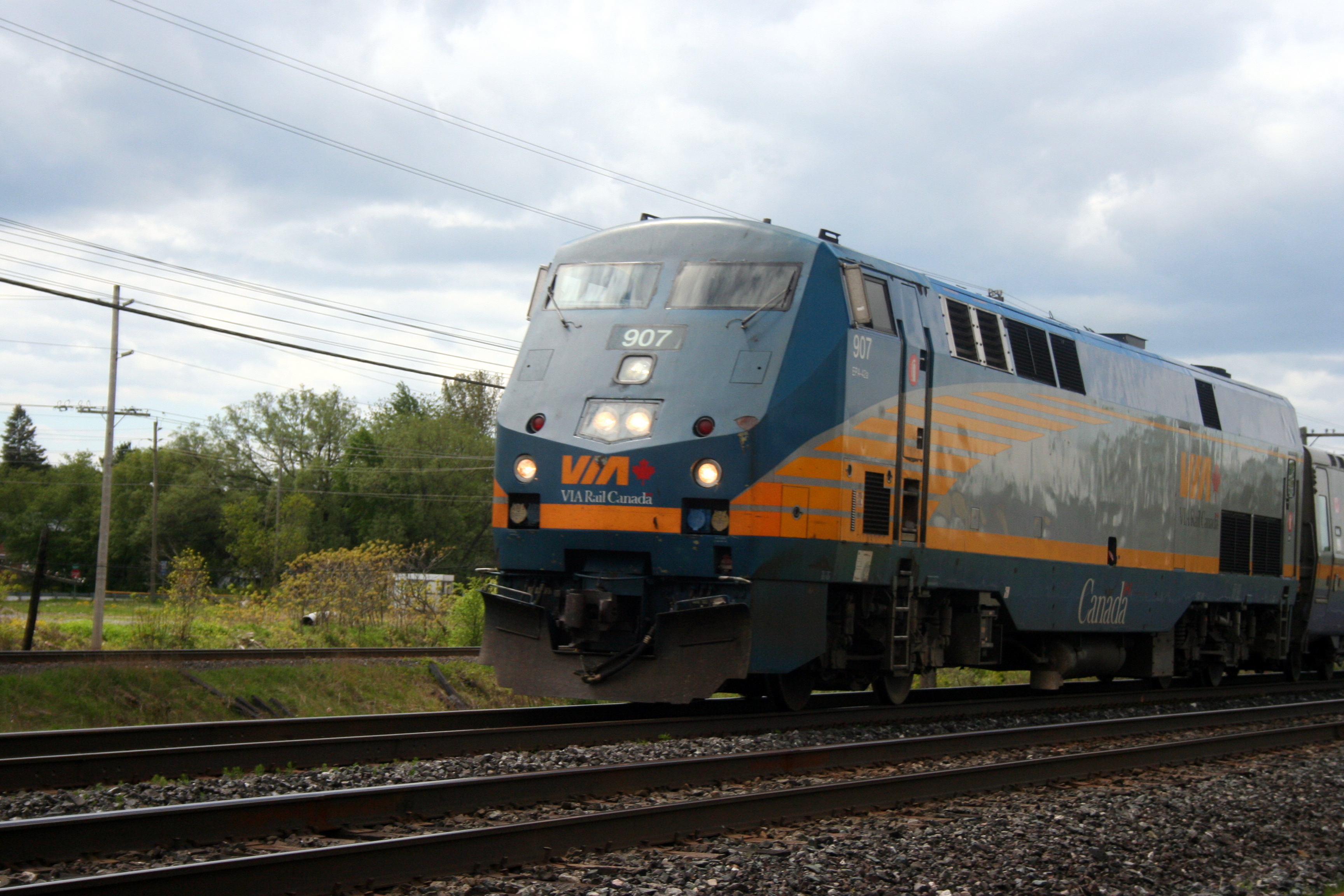
Ingineria feroviară a fost una dintre cele mai importante profesii din Canada în 2017. Imagine : un tren legat de Ottawa care trece prin Brighton, Ontario.

Între 2014 și 2019, rata șomajului general al Canadei a scăzut de la aproximativ 7% la sub 6%, potrivit FMI.  În 2017, revista Canadian Business a analizat datele disponibile public de la Statistici Canada și Ocuparea Forței de Muncă și Dezvoltare Socială Canada pentru a determina ocupațiile de top pe baza creșterii și a salariilor. Au inclus manageri de construcții, manageri minieri și cariere, piloți și instructori de zbor, ingineri software, ofițeri de poliție, pompieri, planificatori urbaniști, petrol, chimici, agricoli, biomedicale, aerospațiale și feroviare, manageri de servicii comerciale, ofițeri de punte, manageri de vânzări corporative, farmaciști, mecanici de ascensoare, avocați, directori de dezvoltare economică, manageri imobiliari și financiari, manageri de telecomunicații, manageri de utilități, manageri de conducte, manageri forestieri, asistenți medicali și manageri ai administrației publice.  Cu toate acestea, la sfârșitul anilor 2010, industria petrolieră și a gazului canadian a fost în declin din cauza lipsei de sprijin politic și a politicilor nefavorabile din Ottawa. Numărul platformelor petroliere din vestul Canadei, unde se află cele mai multe depozite ale țării, a scăzut de la 900 în 2014 la 550 în 2019. Multe companii canadiene și-au mutat sediul și echipamentele în Statele Unite, în special în Texas. 
Potrivit Departamentului Muncii din Statele Unite, rata șomajului în septembrie 2019 a fost de 3,5%, număr care nu a fost observat din decembrie 1969.  În același timp, participarea forței de muncă a rămas constantă, iar majoritatea creșterii locurilor de muncă au avut tendința de a fi poziții cu normă întreagă.  Numărul de persoane care au terminat cu posturi part-time în ciuda căutării de locuri de muncă cu normă întreagă a scăzut la 4,32 milioane, sub media din ultimele trei decenii.  Economiștii consideră, în general, o populație cu o rată a șomajului mai mică de 4% ca fiind angajată integral. De fapt, chiar și persoanele cu dizabilități sau cazierele închisorii sunt angajate.  În medie, acestea au crescut cu 2,7% în 2016, 3,3% în 2018,  și 3,3% în 2019.  Cu toate acestea, Pew Research Center a constatat că salariul mediu în SUA în 2018 a rămas mai mult sau mai puțin la fel ca în 1978, când se iau în considerare anotimpurile și inflația. Salariile reale au crescut doar pentru cea de-a 90-a procentă a câștigătorilor și într-o măsură mai mică a 75-a percentilă (în dolari în 2018).  Cu toate acestea, aceste evoluții ușurează temerile de recesiune viitoare.  Mai mult decât atât, economiștii consideră că creșterea locurilor de muncă ar putea încetini până la o medie de doar 100.000 pe lună și ar putea fi încă suficientă pentru a ține pasul cu creșterea populației și pentru a continua redresarea economică.  Atâta timp cât firmele păstrează angajarea și salariile continuă să crească, cheltuielile consumatorilor ar trebui să împiedice o altă recesiune.  Apărând înainte de Congres, în noiembrie 2019, președintele Rezervației Federale Jerome Powell a declarat că, în timp ce economia americană a luat mult timp pentru a se recupera din Marea Recesiune, acum se bucura de o piață a muncii puternică, inflație scăzută și creștere moderată. Agenția se aștepta la o creștere economică continuă.  În același timp, datoria gospodăriilor americane a scăzut de la 90% din PIB în 2010 la 75% în 2019, potrivit Bank of America. 
Potrivit Departamentului Educației, persoanele cu pregătire tehnică sau profesională sunt puțin mai susceptibile de a fi angajate decât cele cu diplomă de licență și mult mai probabil să fie angajate în domeniile lor de specialitate.  Statele Unite suferă în prezent de o lipsă de comercianți calificați.  Dacă nu se face nimic, această problemă se va agrava pe măsură ce lucrătorii mai în vârstă se retrag și piața se va strânge din cauza scăderii ratelor de șomaj. Economiștii susțin că creșterea salariilor ar putea stimula mai mulți tineri să urmeze aceste cariere. Mulți producători fac parteneriat cu colegiile comunitare pentru a crea programe de ucenicie și formare. Cu toate acestea, ei au încă o problemă de imagine, deoarece oamenii percep locurile de muncă ca fiind instabile, având în vedere disponibilizările în masă din Marea Marea Recesiune din 2007-2008.  După Marea Recesiune, numărul de locuri de muncă producătoare din SUA a ajuns la minimum 11,5 milioane în februarie 2010. A crescut la 12,8 milioane în septembrie 2019. A fost 14 milioane în martie 2007.  Începând cu 2019, industriile de fabricație au constituit 12% din economia SUA, care depinde tot mai mult de industriile de servicii, așa cum este cazul altor economii avansate din întreaga lume.  Cu toate acestea, producția din secolul XXI este din ce în ce mai sofisticată, folosind robotica avansată, imprimarea 3D, cloud computing, printre alte tehnologii moderne și angajați experimentați din punct de vedere tehnologic sunt tocmai cei care au nevoie de angajatori. Diplomele universitare de patru ani nu sunt necesare; pregătire tehnică sau profesională, sau poate ucenici. 

### America de Sud
Spre deosebire de unele economii majore, șomajul a crescut  în Brazilia, de la aproximativ 6,7% în 2014 la aproximativ 11,4% în 2018., deși economia sa rămâne în continuă creștere, se tot redresează de la o recesiune în 2015 și 2016. Salariile au rămas stagnate, iar piața muncii a fost slabă.  Șomajul a crescut la 12,7% în martie 2019, adică aproximativ 13,4 milioane de oameni. Ocuparea forței de muncă a crescut și în primul trimestru al anului 2019 

## Probleme de sănătate

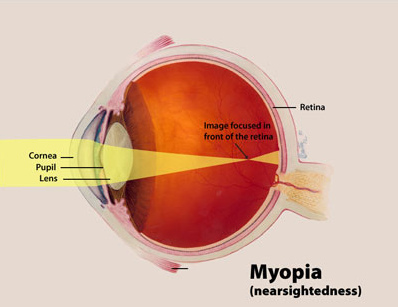
Diagrama anatomică a miopiei sau a perspectivei.

Un studiu 2015 a constatat că frecvența miopiei s-a dublat în Regatul Unit în ultimii 50 de ani. Oftalmologul Steve Schallhorn, președintele Comitetului consultativ medical Optical Express International, a menționat că cercetările au arătat o legătură între utilizarea regulată a dispozitivelor electronice de mână și a ochilor. Asociația Americană Optometrică a sunat alarma într-o venă similară.  Potrivit unei purtătoare de cuvânt, ochiul digital sau sindromul de viziune al computerului este „nemaipomenit, mai ales pe măsură ce ne îndreptăm spre dispozitive mai mici, iar proeminența dispozitivelor crește în viața noastră de zi cu zi”. Printre simptome se numără ochii uscați și iritați, oboseala, încordarea ochilor, vederea încețoșată, dificultăți la focalizare, dureri de cap. Cu toate acestea, sindromul nu provoacă pierderi de vedere sau alte deteriorări permanente. Pentru a atenua sau a preveni întinderea ochilor, Consiliul de viziune recomandă oamenilor să limiteze timpul ecranului, să facă pauze dese, să regleze luminozitatea ecranului, să schimbe fundalul de la culori strălucitoare la gri, să crească dimensiunile textului și să clipească mai des. Părinții nu trebuie să limiteze doar timpul ecranului copiilor lor, ci ar trebui să conducă și prin exemplu. 
Datele de la Biroul australian de statistică arată că 46% dintre australienii cu vârste cuprinse între 18 și 24 de ani, aproximativ un milion de oameni, au fost supraponderali în 2017 și 2018. Acest număr a fost de 39% în 2014 și 2015. Persoanele obeze se confruntă cu riscuri mai mari de diabet de tip II, boli de inimă, artroză și accident vascular cerebral. Coaliția australiană medicală asociată și obezitatea au cerut guvernului federal să perceapă o taxă pe băuturile zaharoase, să solicite ratinguri de sănătate și să reglementeze reclama mâncărilor rapide. În total, numărul de adulți australieni supraponderali sau obezi a crescut de la 63% în 2014-15 la 67% în 2017-18. 

## Opinii politice și participare
În 2016, Fundația Varkey și Populus au realizat un studiu internațional care examinează atitudinile a 20.000 de persoane cu vârste cuprinse între 15 și 21 de ani în douăzeci de țări: Argentina, Australia, Brazilia, Canada, China, Franța, Germania, India, Indonezia, Israel, Italia, Japonia, Noua Zeelandă, Nigeria, Rusia, Africa de Sud, Coreea de Sud, Turcia, Marea Britanie și SUA. Au descoperit că sprijinul tinerilor pentru libera exprimare a scăzut dacă se considera ofensator pentru o religie (56%) sau un grup minoritar (49% ). Întrebarea dacă au favorizat sau nu migrația legală a primit răspunsuri mixte, 27% spunând „da” în Franța, 31% în Marea Britanie, 37% în Germania și 38% în Italia și SUA  În general, 31% credeau că guvernele lor ar trebui să faciliteze munca și să trăiască legal în țările lor, în timp ce 23% au declarat că ar trebui să fie mai dificil, o marjă de 8%. (Vezi graficul de mai sus. )  În timp ce 72% dintre tinerii brazilieni au crezut că guvernul lor face prea puțin pentru a rezolva criza internațională a refugiaților, doar 16% dintre tinerii turci au făcut-o; în Marea Britanie, acest număr a fost de 48%. În general, preocupările lor de mai sus pentru viitor au inclus extremismul și terorismul (83%), războiul (81%), decalarea din ce în ce mai mare între bogați și săraci (69%), lipsa accesului la educație (69%), schimbările climatice (63%) și riscul unei pandemii globale (62%).  
Același sondaj internațional a întrebat și despre punctele de vedere ale oamenilor cu privire la întrebările morale despre sex și gen. În general, 89% au susținut egalitatea sexuală, susținerea fiind cea mai ridicată din Canada și China (ambele 94%), iar cea mai mică din Japonia (74%) și Nigeria (68%). 74% au favorizat recunoașterea drepturilor transgenre, dar cu mari diferențe naționale, de la o majoritate covârșitoare de 83% În Canada la o majoritate goală de 57% în Nigeria. 63% au aprobat căsătoria între persoane de același sex. Au fost din nou variații uriașe între țări. 81% dintre tinerii germani și 80% dintre tinerii canadieni au convenit că cuplurile de același sex ar trebui să se permită să se căsătorească, comparativ cu doar 33% dintre tinerii turci și 16% dintre tinerii nigerieni care au făcut-o.   Un sondaj din anul 2018 realizat de Harris în numele grupului de advocacy LGBT GLAAD a constatat că, în ciuda faptului că sunt descriși frecvent ca fiind segmentul cel mai tolerant al societății, americanii cu vârsta cuprinsă între 18 și 34 de ani - majoritatea Millennials și cei mai vechi membri ai Generației Z - au devenit mai puțin acceptați persoane LGBT. comparativ cu anii anteriori. În 2016, 63% dintre americanii din acea grupă de vârstă au declarat că se simt confortabil interacționând cu membrii comunității LGBT; acest număr a scăzut la 53% în 2017 și apoi la 45% în 2018. În plus, mai multe persoane au raportat disconfort realizând că un membru al familiei a fost LGBT (de la 29% în 2017 la 36% în 2018), având un copil care învață istoric LGBT (30% la 39%) sau că au un medic LGBT (27 % la 34%). Harris a descoperit că femeile tinere au condus această dezvoltare; nivelul lor de confort total a scăzut de la 64% în 2017 la 52% în 2018. În general, scăderea nivelului de confort a fost cea mai abruptă în rândul persoanelor cu vârste cuprinse între 18 și 34 de ani între 2016 și 2018. (Vârstnicii în vârstă de peste 72 de ani au devenit mai acceptați din partea medicilor LGBT și au copiii lor (grandioși) care iau lecții de istorie LGBT în aceeași perioadă, deși au înregistrat un nivel de disconfort în 2017. )  Rezultatele acestui sondaj Harris au fost lansate la a 50-a aniversare a revoltelor izbucnite în Stonewall Inn,  New York City, în iunie 1969, considerată a fi începutul mișcării drepturilor LGBT.  La acea vreme, homosexualitatea era considerată o boală mentală sau o crimă în multe state americane.  
Sondajul internațional menționat anterior de către Fundația Varkey a arătat că 66% dintre persoanele cu vârste cuprinse între 15 și 21 de ani au favorizat avortul legal. Dar a fost o variație semnificativă în rândul țărilor examinate. Sprijinul pentru această procedură a fost cel mai puternic în Franța (84%), Regatul Unit (80%) și Canada (79%), dar cel mai mic în Argentina (50%), Brazilia (45%) și Nigeria (24%). (Vezi graficul de mai sus. ) (Din 2016, a rămas ilegal în Nigeria. )  Sondajele de tip Gallup efectuate în 2019 în SUA au relevat că 62% dintre persoanele cu vârsta cuprinsă între 18 și 29 de ani - membri mai mari ai Generației Z și mai mulți ani ai tinerilor - susțin accesul femeilor la avort în timp ce 33% se opun. În general, cuiva era mai în vârstă, cu atât era mai puțin probabil să sprijine avortul. 56% dintre persoanele în vârstă de 65 de ani sau nu au aprobat avortul, comparativ cu 37%. (Vezi graficul din dreapta. ) Gallup a constatat în 2018 că, la nivel național, americanii au fost împărțiți în privința avortului, un număr egal de oameni considerându-se „pro-viață” sau „pro-alegere”, 48%.  Analiștii Goldman Sachs, Robert Boroujerdi și Christopher Wolf, au descris Generația Z drept „mai conservatoare, mai orientate către bani, mai antreprenoriale și mai pragmatice în ceea ce privește banii în comparație cu Millennials”.  În 2018, Federația Internațională a Contabililor a lansat un raport asupra unui sondaj efectuat la 3.388 de persoane cu vârste cuprinse între 18 și 23 de ani din țările G20, cu o dimensiune de eșantion de 150 până la 300 pe țară. Ei au descoperit că membrii Generației Z preferă un naționalist decât o abordare globalistă a politicii publice printr-o marjă clară, de la 51% la 32%. Naționalismul a fost cel mai puternic în China (cu o marjă de 44%), India (30%), Africa de Sud (37%) și Rusia (32%), în timp ce sprijinul pentru globalism a fost cel mai puternic în Franța (20% marjă) și Germania (3) %). În general, pentru membrii Generației Z, primele trei priorități ale politicii publice sunt stabilitatea economiei naționale, calitatea educației și disponibilitatea locurilor de muncă; problemele de bază, pe de altă parte, vizau inegalitatea veniturilor și a averii, făcând reglementările mai inteligente și mai eficiente și îmbunătățind eficacitatea impozitării internaționale. Mai mult, asistența medicală este o prioritate maximă pentru Generația Z în Canada, Franța, Germania și Statele Unite. Abordarea schimbărilor climatice este foarte importantă pentru Generația Z în India și Coreea de Sud, iar abordarea bogăției și a inegalității veniturilor este de o importanță vitală pentru aceiași lucru în Indonezia, Arabia Saudită și Turcia. 
Sondajele din 2018 la adolescenți americani cu vârste între 13 și 17 ani și adulți cu vârste cuprinse între 18 ani și peste, efectuate de Pew Research Center, au constatat că Generația Z a avut, în general, opinii similare cu Millennials cu privire la diverse probleme politice și sociale. Mai exact, 54% din generația Z au considerat că schimbările climatice sunt reale și se datorează activităților umane, în timp ce doar 10% resping consensul științific privind schimbările climatice . (Vezi grafic.) 70% au dorit ca guvernul să joace un rol mai activ în rezolvarea problemelor lor. 67% erau indiferenți față de conviețuirea pre-nupțială. 49% au considerat că maternitatea unică nu este nici una pozitivă sau negativă pentru societate. 62% au considerat o creștere a diversității etnice sau rasiale ca bună pentru societate., 48% pentru căsătoria între persoane de același sex și 53% pentru căsătoria interrazială. În cele mai multe cazuri, Generation Z și Millennials au avut tendințe de a păstra cu totul alte viziuni față de Silent Generation, cu Baby Boomers și Generation X între ele. În cazul responsabilității financiare într-o gospodărie cu doi părinți, totuși, majoritățile din întreaga generație au răspuns că ar trebui împărtășită, cu 58% pentru generația silențioasă, 73% pentru Baby Boomers, 78% pentru generația X și 79 % atât pentru Millennials, cât și pentru Generation Z. În toate generațiile chestionate, cel puțin 84% au considerat că ambii părinți trebuie să fie responsabili pentru creșterea copiilor. Aproximativ 13% din generația Z au considerat că mamele ar trebui să fie îngrijitorul primar al copiilor, cu procente similare pentru celelalte cohorte demografice. Foarte puțini s-au gândit că tații ar trebui să fie cei mai răspunzători de îngrijirea copiilor. 
Un sondaj din 2017 produs de MTV și Institutul de Cercetare a Religiei Publice a constatat că 72% dintre americanii cu vârste cuprinse între 15 și 24 de ani au avut opinii nefavorabile ale președintelui Donald Trump .   Într-un sondaj din 2016 al studenților în vârstă de gen Z de la Fundația Patrimoniului Hispanic, 32% dintre participanți l-au susținut pe Donald Trump, în timp ce 22% l-au susținut Hillary Clinton,  31% refuzând să aleagă. La o alegere batjocoritoare din 2016 a elevilor de gimnaziu superior, mediu și liceu, condusă de Houghton Mifflin Harcourt, Hillary Clinton l-a învins pe Donald Trump, Clinton primind 46% din voturi, Donald Trump primind 41% și altele candidații care primesc 12%. 
Marșul pentru viețile noastre a fost o demonstrație din 2018 care cerea legislație mai strictă privind controlul armelor în urma filmărilor de la Liceul Stoneman Douglas .  O piesă de opinie intitulată „Dear National Rifle Association : Wen't We Let You Win, From, Teenagers” publicată în martie 2018 în The New York Times descrie Generation Z ca fiind generația după Millennials care nu va „uita funcționarii aleși care și-au transformat are datoria de a-i proteja pe copii ".   Cu toate acestea, potrivit unui sondaj realizat de The Washington Post intervievând fiecare a cincea persoană la protest, doar zece la sută dintre participanți aveau 18 ani sau mai tineri. Între timp, participanții adulți la protest au avut o vârstă medie sub 49 de ani.  Sondajele efectuate de Gallup și de Centrul de Cercetare Pew au constatat că sprijinul pentru legile mai stricte asupra armelor în rândul persoanelor cu vârsta cuprinsă între 18 și 29 de ani, respectiv 18 până la 36 de ani, nu este diferit statistic de populația generală. Potrivit Gallup, 57% dintre americani sunt în favoarea unei legislații mai puternice privind controlul armelor.  Într-un sondaj din 2017, Pew a constatat că, în rândul grupului de vârstă între 18 și 29 de ani, 27% au deținut personal o armă și 16% locuiau cu un armator, pentru un total de 43% locuind într-o gospodărie cu cel puțin o armă. La nivel național, un procent similar de adulți americani locuiau într-o gospodărie cu o armă. (Vezi grafic. ) 
Analizând datele alegătorilor, oamenii de știință politică Roger Eatwell și Matthew Goodwin au ajuns la concluzia că narațiunea populară potrivit căreia ascensiunea mișcărilor național-populiste văzute în mare parte din lumea occidentală se datorează în mare parte bărbaților bătrâni albați care vor fi curând strămutați demografic de alegătorii mai tineri și mai liberali este defect. În multe democrații europene, politicienii și partidele politice național-populiste tind să fie cei mai populari în rândul alegătorilor sub 40 de ani. În Franța, Marine Le Pen și Raliul său Național (fost Frontul Național) au câștigat mai multe voturi din partea persoanelor cu vârste cuprinse între 18 și 35 de ani în timpul primului tur al alegerilor prezidențiale din 2017 decât alți candidați. Mai mult, ponderea femeilor cu vârste cuprinse între 18 și 26 de ani care au susținut familia politică Le Pen a crescut de la 9% în 1988 la 32% în 2017, ceea ce a eliminat diferența de gen în acest proces. În Italia, Matteo Salvini și Liga sa au o bază de sprijin fără practic lipsa unui decalaj generațional. În Austria, mai mult de unu din doi bărbați cu vârste cuprinse între 18 și 29 de ani au votat pentru Partidul Libertății în 2016. Democrații din Suedia au fost al doilea partid politic cel mai popular pentru alegătorii cu vârste cuprinse între 18 și 24 de ani și cei mai populari pentru cei 35 și 54 de ani în 2018 

## Tendințe religioase
Un sondaj din 2016 realizat de Varkey Foundation și Populus realizat pe 20.000 de persoane cu vârste cuprinse între 15 și 21 de ani din douăzeci de țări din toate continentele locuite a relevat că credința religioasă a fost influentă pentru 42% dintre respondenți și lipsită de importanță pentru 39%. Cu toate acestea, a existat o diferență clară de-a lungul subgrupurilor de vârstă, persoanele cu vârste între 15 și 16 mai puțin susceptibile să aprecieze religia la fel de importante decât cele cu vârste cuprinse între 19 și 21 de ani (47% față de 43%). Cu toate acestea, pentru 53%, religia a influențat valorile pe care le dețin. Pentru a determina în continuare rolul religiei în viața tinerilor, polonezii i-au întrebat (1) dacă este importantă sau nu pentru ei, (2) pentru părinții lor (3) dacă religia părinților lor a stabilit cu cine ar trebui să se căsătorească și (4) dacă religia îi ajută să decidă dacă este prieten cu cineva. În general, religia a fost importantă pentru 11% dintre respondenți. Dar a existat un decalaj mare între țările cu Nigeria la un capăt (32%) și Germania și Japonia pe celălalt (3%). (Vezi deasupra. ) 
Un studiu american din 2016 a descoperit că participarea la biserică în perioada adultă tânără a fost de 41% în rândul generației Z, comparativ cu 18% pentru Millennials, 21% din generația X și 26% din Baby Boomers când aveau aceeași vârstă.  Un sondaj din 2016 realizat de Barna și Impact 360 Institute pe aproximativ 1.500 de americani cu vârsta de peste 13 ani sugerează că procentul de atei și agnostici a fost de 21% în rândul Generației Z, comparativ cu 15% pentru Millennials, 13% pentru Generation X și 9% pentru Baby Boomers. 59% din generația Z au fost creștini (inclusiv catolici), comparativ cu 65% pentru Millennials, 65% pentru generația X și 75% pentru Baby Boomers. De asemenea, cercetătorii au întrebat peste 600 de adolescenți necreștini și aproape 500 de adulți care au fost barierele lor cele mai mari pentru credință. Ei au descoperit că pentru generația Z, acestea erau ceea ce percepeau drept contradicții interne ale religiei și credincioșilor săi, însă doar șase la sută au raportat o experiență personală neplăcută cu un creștin sau la biserică. Într-adevăr, percepția despre această unitate a avut tendința de a fi copleșitor de pozitivă. 82% au considerat că biserica este relevantă și i-a ajutat să ducă o viață semnificativă. 77% au considerat că pot fi ei înșiși la biserică, iar 63% au considerat că biserica este tolerantă cu diferite credințe. Doar 27% au considerat biserica nesigură pentru exprimarea îndoielilor. 24% au susținut că religia și gândirea religioasă sunt superficiale, iar 17% au considerat că este prea exclusivă. 46% dintre adolescenți necesită dovezi faptice înainte de a crede în ceva, la fel cu Millennials. 41% dintre adolescenți cred că știința și Biblia sunt fundamental în contradicție cu unii cu alții, 27% luând partea științei și 17% aleg religia. Pentru comparație, 45% din Millennials, 34% din generația X și 29% din Baby Boomers cred că există un astfel de conflict. 31% din generația Z au considerat că știința și religia se referă la diferite aspecte ale realității, la fel cu Millennials și Generation X (ambele 30%), și mai presus de Baby Boomers (25%). 28% din generația Z au considerat că știința și religia sunt complementare, comparativ cu 25% din Millennials, 36% din generația X și 45% pentru Baby Boomers. 

## Comportamente riscante
Generația Z este, în general, mai inversă asupra riscurilor în anumite activități decât generațiile anterioare. În 2013, 66% dintre adolescenții americani (membrii mai mari ai Generației Z) au încercat alcool, în scădere față de 82% în 1991 (tânăra generație X). De asemenea, în 2013, 8% dintre adolescenți nu poartă niciodată sau mai rar centura de siguranță atunci când călătoresc într-o mașină cu altcineva, spre deosebire de 26% în 1991.  Cercetările de la Fundația Annie E. Casey efectuate în 2016 au constatat că generația Z de tinere a avut rate de sarcină la adolescenți mai mici, consum de substanță mai puțin și rate mai mari la timp de absolvire a liceului, comparativ cu Millennials. Cercetătorii au comparat adolescenții din 2008 și 2014 și au constatat o scădere de 40% a sarcinii adolescenților, o scădere de 38% a consumului de droguri și alcool și o scădere de 28% a procentului de adolescenți care nu au absolvit la timp liceul.  

## Utilizarea tehnologiilor informaționale și comunicațiilor (TIC)

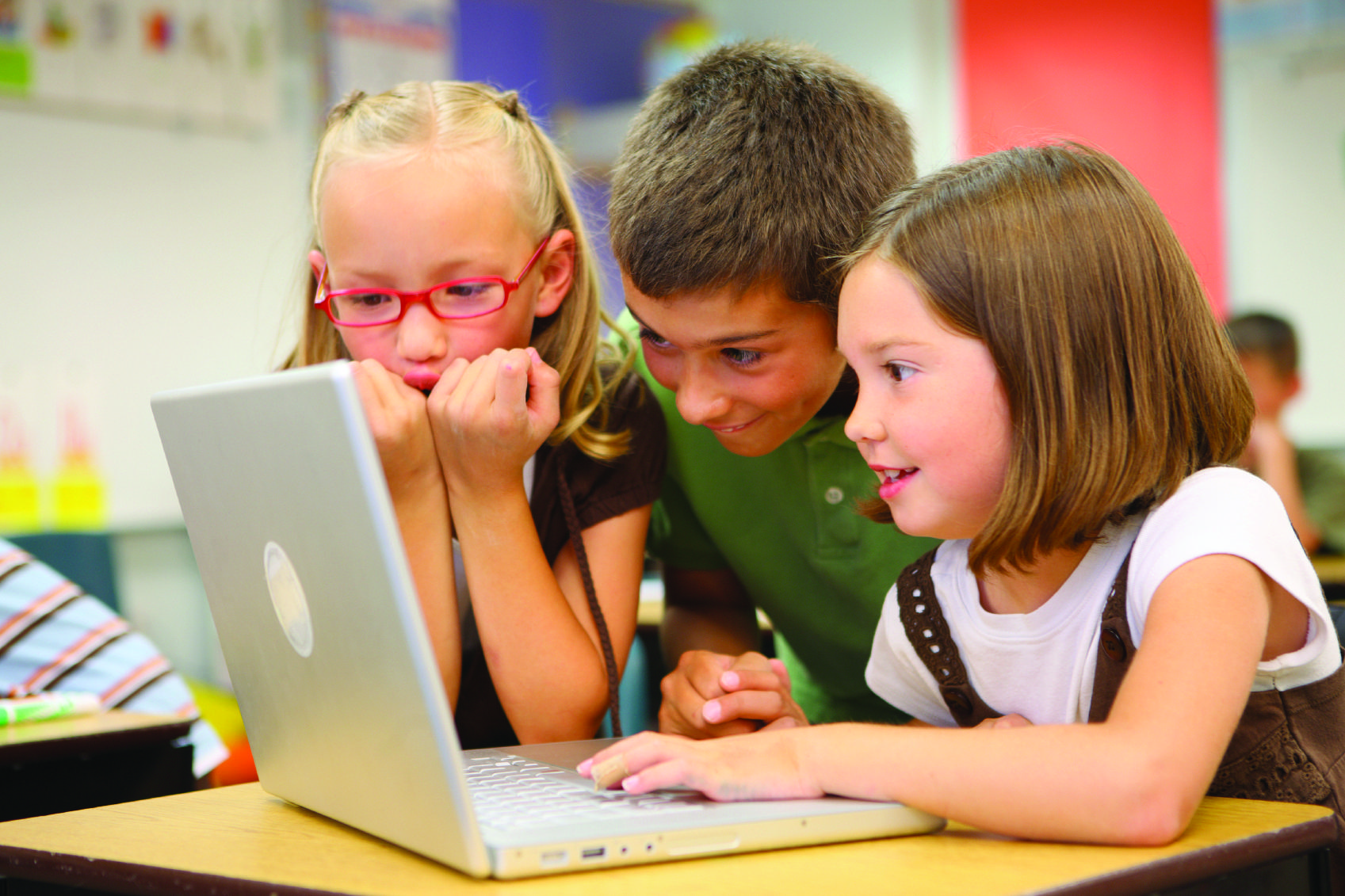
În 2008, elevi de gimnaziu, membri ai generației Z, utilizând un laptop. Generația Z a fost prima generație care a avut acces la internet la o vârstă fragedă.

### Utilizarea TIC în general
Generation Z este prima cohortă care are tehnologia Internet disponibilă la o vârstă fragedă.  Odată cu revoluția web care a avut loc de-a lungul anilor ’90, acestea au fost expuse la o cantitate fără precedent de tehnologie în creșterea lor, utilizarea dispozitivelor mobile crescând exponențial în timp. Anthony Turner caracterizează Generația Z ca având o „legătură digitală cu Internetul” și susține că ar putea ajuta tinerii să scape de luptele emoționale și mentale cu care se confruntă offline. 
Un sondaj efectuat de studenți din 79 de țări de către OCDE a constatat că timpul petrecut folosind un dispozitiv electronic a crescut, de la sub două ore pe săptămână în 2012 până la trei până în 2019, în detrimentul lecturii extracurriculare. 

### Alfabetizare digitala
În ciuda faptului că a fost etichetat drept „nativ digital”, Studiul Internațional de Alfabetizare în Informatică și Informatică (ICILS) din 2018, realizat pe 42 de mii de opt clase (sau echivalenți) din 14 țări și sisteme de învățământ, a descoperit că doar două la sută dintre acești oameni erau suficient de pricepuți cu dispozitive de informare pentru a justifica această descriere și doar 19% ar putea lucra independent cu calculatoarele pentru a colecta informații și pentru a-și gestiona activitatea.  ICILS evaluează studenții pe două categorii principale: alfabetizarea informatică (CIL) și gândirea computatională (CT). Pentru CIL, există patru niveluri, unul până la patru, nivelul 4 fiind cel mai ridicat. Deși cel puțin 80% studenți din majoritatea țărilor testate au atins nivelul 1, doar două procente în medie au atins nivelul 4. Țările sau sistemele de învățământ ai căror studenți au marcat aproape sau peste media internațională de 496 în CIL au fost, în ordine crescătoare, Franța, Renania de Nord-Westfalia, Portugalia, Germania, Statele Unite, Finlanda, Coreea de Sud, Moscova și Danemarca. CT-ul este împărțit în patru niveluri, regiunile superioare, mijlocii și inferioare. Mediile internaționale pentru proporțiile de studenți care au ajuns la fiecare dintre acestea au fost de 18%, 50% și, respectiv, 32%. Țările sau sistemele de învățământ ai căror studenți au marcat aproape sau peste media internațională de 500 au fost, în ordine crescândă, Statele Unite, Franța, Finlanda, Danemarca și Coreea de Sud. În general, elevii de vârstă opt au depășit omologii lor bărbați în CIL cu o medie internațională de 18 puncte, dar au fost restrânsi de către omologii lor din CT. (Lacune restrânse făcute estimările mediilor au coeficienți de variație mai mari . )  În Statele Unite, unde testele bazate pe computer au fost administrate de Centrul Național pentru Statisticile Educației,  72% dintre elevii a opta au declarat căutarea informațiilor pe Internet cel puțin o dată pe săptămână sau la fiecare școală. zi, iar 65% au declarat că au fost persoane care au găsit informații autodidactice pe internet. 

### Rețelele de socializare
Utilizarea rețelelor de socializare a devenit integrată în viața de zi cu zi a majorității Gen Zers cu acces la tehnologia mobilă, care o folosesc în principal pentru a menține contactul cu prietenii și familia. Drept urmare, tehnologia mobilă a făcut ca dezvoltarea relațiilor online să devină o nouă normă generațională.  Gen Z folosește social media și alte site-uri pentru a consolida legăturile cu prietenii și pentru a dezvolta noi. Ei interacționează cu oameni pe care altfel nu i-ar fi întâlnit în lumea reală, devenind un instrument de creare a identității.  Latura negativă a dispozitivelor mobile pentru Generation Z, potrivit Twenge, este că acestea sunt mai puțin „față în față” și astfel se simt mai singuri și rămân afară. 
Un studiu realizat de Gabrielle Borca și alții au descoperit că adolescenții din 2012 aveau mai multe șanse să împărtășească diferite tipuri de informații decât adolescenții din 2006.  Cu toate acestea, aceștia vor lua măsuri pentru a proteja informațiile pe care nu doresc să le partajeze și sunt mai susceptibile să le „urmeze” pe altele pe social media decât să le „partajeze”.  Un sondaj realizat de adolescenții americani de la agenția de publicitate J. Walter Thomson a constatat, de asemenea, că majoritatea adolescenților sunt preocupați de modul în care postarea lor va fi percepută de oameni sau prieteni. 72% dintre respondenți au declarat că folosesc media socială zilnic, iar 82% au spus că au gândit cu atenție ce postează pe rețelele de socializare. Mai mult, 43% au declarat că au regretat pentru postările anterioare. 
Cercetările efectuate în 2017 raportează că modelele de utilizare a rețelelor de socializare din această generație pot fi asociate cu singurătatea, anxietatea și fragilitatea și că fetele pot fi mai afectate decât băieții de social media. Conform rapoartelor CDC din 2018, fetele sunt afectate în mod disproporționat de aspectele negative ale social media decât băieții.  Cercetătorii de la Universitatea Essex au analizat datele de la 10.000 de familii, în perioada 2010-2015, evaluându-și sănătatea mentală folosind două perspective: Fericirea și starea de bine în toate perspectivele sociale, familiale și educaționale.  În cadrul fiecărei familii, aceștia au examinat copiii care au crescut între 10 și 15 ani în acești ani. La 10 ani, 10% dintre subiecții de sex feminin au raportat consumul de social media, în timp ce acest lucru a fost valabil doar pentru 7% dintre subiecții bărbați. Până la vârsta de 15 ani, această variație a sărit la 53% pentru fete și 41% pentru băieți. Acest influx procentual poate explica de ce mai multe fete au raportat experiență cibernetică, scăderea stimei de sine și instabilitate emoțională mai mult decât omologii lor de sex masculin. 

### Întâlnire online
Potrivit Centrului de Cercetare Pew, deși doar un număr neglijabil de persoane datează online în 2005, acesta a crescut la 11% în 2013 și apoi la 15% în 2015. Această creștere a fost determinată în principal de persoanele cu vârsta cuprinsă între 18 și 24 de ani, a căror utilizare aproape s-a triplat, și cei cu vârste între 55 și 64 de ani, a căror utilizare s-a dublat. Atitudinile față de întâlnirile online s-au îmbunătățit, deși doar 5% dintre persoanele care au intrat în internet au spus că s-au căsătorit sau sunt într-o relație angajată cu cineva pe care l-au cunoscut online. 